# Jun Kasai
Jun Kasai (Japans: 葛西 純, Kasai Jun) (Obihiro, 9 september 1974) is een Japans professioneel worstelaar die vaak uitkomt voor Big Japan Pro Wrestling en FREEDOMS. Kasai's bijnaam is Crazy Monkey, die hij kreeg voor zijn vaak brute wedstrijden waarin niet alleen zijn tegenstander maar ook Kasai zelf het zwaar te verduren krijgen. Buiten Japan vocht Kasai tot nu toe voor Combat Zone Wrestling (Verenigde Staten), IWA (Verenigde Staten), GCW (Verenigde Staten) en wXw (Duitsland).

## Biografie
Kasai maakte zijn debuut in 1998 bij Big Japan Pro Wrestling, een Worstelorganisatie dat zich specialiseert in Death Matches. Death Matches zijn de extreme variant van het worstelen waarin vaak wapens worden gebruikt. Bij Big Japan Pro Wrestling, en vele andere organisaties die zich specialiseren in death matches, variëren deze wapens van de doodgewone stoeltjes tot prikkeldraad, tl-buizen, cactussen, spijkers en vuur. Kasai vertrok in 2001 voor het eerst naar de Verenigde Staten om te gaan worstelen. Hij worstelde samen met Nick Mondo tegen Johnny Kashmere en Justice Pain in een wedstrijd voor worstelorganisatie Combat Zone Wrestling.
Jun Kasai's lichaam is bedekt met littekens die hij overhield aan brute wedstrijden. Zijn debuut bij Combat Zone Wrestling was een van die wedstrijden. In een Fans Bring the Weapons Match, een wedstrijdtype waarbij de fans wapens meebrengen voor de worstelaars, scheurde zijn linkerelleboog open na een botsing met een groep tl-buizen waardoor het bot zichtbaar werd. Het meeste aantal wedstrijden in een jaar worstelde hij tot nu toe in 2003. Toen kwam hij uit in 106 wedstrijden waarvan 100 bij Pro Wrestling Zero1, 2 bij NOAH, 2 bij World Entertainment Wrestling en 1 bij All Japan Pro Wrestling.
Nadat hij vier jaar niet in de Verenigde Staten had geworsteld, de laatste keer was tijdens CZW's Tournament of Death XIII in 2014, keerde Kasai in 2018 terug om in de Verenigde Staten te worstelen. Hij deed dit voor GCW in een deathmatch tegen Alex Colon.

## In het worstelen
- Finishers
  - Pearl Harbor Splash
  - Sudden Impact
- Signature moves
  - Backslide
  - Brain Buster
  - Corporal Punishment
  - Diving Headbutt
  - Enzugiri
  - German Suplex
  - Saito Suplex
  - Schoolboy
  - Seated chinlock
- Bijnamen
  - "Blood"
  - "666"
  - "The Crazy Monkey"
- Opkomstmuziek[6]
  - Devil - Cocobat
  - Monkey Business - Skid Row
  - Wait and Bleed - Skid Row

## Prestaties
- Apache Pro Wrestling[7]
  - WEW Tag Team Championship (2 keer) - met Tomoaki Honma (1 keer) en Jaki Numazawa (1 keer)
- Big Japan Pro Wrestling
  - WEW Hardcore Tag Team Championship (1 keer) - met Takashi Okano
  - BJW Tag Team Championship (3 keer) - met Jaki Numazawa (3 keer)
- Combat Zone Wrestling
  - Ultraviolent Underground Championship (1 keer)
  - CZW Tag Team Championship (1 keer) - met Mens Teioh
  - CZW Junior Heavyweight Championship (1 keer)
  - Winnaar van Tournament of Death XIII
- Ice Ribbon
  - Intercontinental Ribbon Tag Team Championship (1 keer) - met Miyako Matsumoto
- FREEDOMS
  - King of FREEDOM Tag Team Championship (1 keer) - met Masashi Takeda
  - King of FREEDOM World Championship (1 keer)
  - Winnaar van Death Match Tournament 2012
- IWA East Coast
  - Winnaar van Masters of Pain (2006)